# Abdelghani Demmou
Abdelghani Demmou (in arabo عبد الغني دمو‎?; Mohammadia, 29 gennaio 1989) è un ex calciatore algerino, di ruolo difensore.

## Carriera

### Club
Ha giocato nei campionati algerino e saudita.

### Nazionale
È stato convocato per le Olimpiadi del 2016 dove ha disputato due partite.